# Alexandre Ludovic
Alexandre Ludovic Ribeiro Pereira (Parigi, 18 giugno 1990) è un allenatore di calcio ed ex calciatore francese naturalizzato portoghese, di ruolo attaccante, tecnico in seconda del Florgrade.

## Carriera

### Club
Ha giocato nella massima serie dei campionati portoghese e moldavo, e nella seconda divisione francese.